# Avantos
Avantos is een plaats (freguesia) in de Portugese gemeente Mirandela en telt 123 inwoners (2001).